# Сан-Сімон (Аризона)
Сан-Сімон (англ. San Simon) — невключена територія в окрузі Кочіс, штат Аризона, США.

## Клімат
Громада знаходиться у зоні, котра характеризується кліматом тропічних степів. Найтепліший місяць — липень із середньою температурою 27.2 °C (81 °F). Найхолодніший місяць — січень, із середньою температурою 6.1 °С (43 °F).
| Клімат Сан-Сімона       | Клімат Сан-Сімона | Клімат Сан-Сімона | Клімат Сан-Сімона | Клімат Сан-Сімона | Клімат Сан-Сімона | Клімат Сан-Сімона | Клімат Сан-Сімона | Клімат Сан-Сімона | Клімат Сан-Сімона | Клімат Сан-Сімона | Клімат Сан-Сімона | Клімат Сан-Сімона | Клімат Сан-Сімона |
| Показник                | Січ.              | Лют.              | Бер.              | Квіт.             | Трав.             | Черв.             | Лип.              | Серп.             | Вер.              | Жовт.             | Лист.             | Груд.             | Рік               |
| Середній максимум, °C   | 15                | 18                | 21                | 26                | 31                | 36                | 36                | 34                | 33                | 27                | 20                | 15                | 26                |
| Середня температура, °C | 6                 | 8                 | 11                | 15                | 20                | 25                | 27                | 26                | 23                | 17                | 10                | 6                 | 16                |
| Середній мінімум, °C    | −2                | 0                 | 1                 | 4                 | 9                 | 13                | 18                | 17                | 13                | 6                 | 0                 | −2                | 6                 |
| Норма опадів, мм        | 10                | 10                | 10                | 0                 | 0                 | 0                 | 40                | 50                | 20                | 10                | 10                | 20                | 240               |
| Днів з опадами          | 2,8               | 3,4               | 2,2               | 1,1               | 0,7               | 1,4               | 4,9               | 5,5               | 2,7               | 2                 | 2                 | 2,6               | 31,3              |
| Днів зі снігом          | 0,2               | 0,3               | 0                 | 0                 | 0                 | 0                 | 0                 | 0                 | 0                 | 0                 | 0                 | 0,3               | 0,8               |
| ----------------------- | ----------------- | ----------------- | ----------------- | ----------------- | ----------------- | ----------------- | ----------------- | ----------------- | ----------------- | ----------------- | ----------------- | ----------------- | ----------------- |
| Джерело: Weatherbase    |                   |                   |                   |                   |                   |                   |                   |                   |                   |                   |                   |                   |                   |

## Демографія
У 2010 році на території мешкало приблизно 928 осіб (у 2000 році — 831 осіб).
Чоловіків — 486; Жінок — 442.
Медіанний вік жителів: 44.2 років; по Аризоні: 35.6 років;
Будинків та вілл: 608; орендованих: 72.
Середній розмір домогосподарства: 2.5 осіб; по Аризоні: 2.7 осіб. 

### Доходи
Середній скоригований валовий дохід в 2004 році: $27,733; по Аризоні: $50,097.
Середня заробітна плата: $25,161; по Аризоні: $42,146.

### Расова / етнічна приналежність (перепис 2010)
- Білих — 686.
- Афроамериканців — 60.
- Індіанців — 3.
- азіатів — 13.
- Корінних жителів Гавайських островів та інших островів Тихого океану — 0.
- Інші — 3.
- Відносять себе до 2-х або більше рас — 20.
- Латиноамериканців — 196.